# Australian Recording Industry Association
Australian Recording Industry Association (ARIA) är en branschorganisation som representerar Australiens musikindustri.

## Certifikat
Certifikat baseras på singlar eller albums som säljs till återförsäljare, inte sålda/köpta av kunder.
- 35 000 exemplar: Guld
- 70 000 exemplar: Platina

## ARIA Charts
För mer information, se ARIA Charts.

### Singlar
- Top 50 Singles Chart
- Top 20 Dance Chart
- Top 20 Australian Chart
- Top 50 Club Chart
- Top 40 Digital Track Chart
- Top 50 Physical Singles Chart
- Top 40 Urban Singles Chart

### Album
- Top 50 Albums Chart
- Top 50 Digital Albums Chart
- Top 50 Physical Albums Chart
- Top 50 Catalogue Albums Chart
- Top 20 Country Chart
- Top 20 Compilations Chart
- Top 40 Urban Albums Chart

### DVD
- Top 50 Music DVD's chart